# Ornithomya medinalis
Ornithomya medinalis är en tvåvingeart som först beskrevs av Maa 1975.  Ornithomya medinalis ingår i släktet Ornithomya och familjen lusflugor.
Artens utbredningsområde är Bhutan. Inga underarter finns listade i Catalogue of Life.